# Un vampiro a Miami
Un vampiro a Miami è un film del 1993, diretto da Fabrizio De Angelis.